# Gao Fenglian
Pour les articles homonymes, voir Gao.
Dans ce nom chinois, le nom de famille, Gao, précède le nom personnel.
 (juillet 2017).
Gao Fenglian, née le 15 octobre 1964, est une ancienne judokate chinoise.

## Palmarès
- Championnats du monde de judo
  -  Médaille de bronze en toutes catégories aux Championnats du monde de Vienne en 1984.
  -  Médaille d'argent en +72 kg aux Championnats du monde de Vienne en 1984.
  -  Médaille d'or en +72 kg aux Championnats du monde de Maastricht en 1986.
  -  Médaille d'or en toutes catégories aux Championnats du monde de Essen en 1987.
  -  Médaille d'or en +72 kg aux Championnats du monde de Essen en 1987.
  -  Médaille d'or en +72 kg aux Championnats du monde de Belgrade en 1989.
- Jeux olympiques (démonstration)
  -  Médaille d'argent en + 72 kg aux Jeux olympiques d'été de Séoul en 1988.